# انجمن خاورمیانه شناسی بریتانیا
انجمن خاورمیانه شناسی بریتانیا (به انگلیسی: British Society for Middle Eastern Studies) (اختصاری BRISMES) سازمان بریتانیایی است که هدف آن تشویق و پیش بردن مطالعات خاورمیانه شناسی در بریتانیا است. این انجمن در سال 1973 تاسیس شده و مجله خاورمیانه شناسی بریتانیا را منتشر می کند.

## مطالعات بیشتر
- "British Society for Middle Eastern Studies", Middle East Studies Association Bulletin, Middle East Studies Association of North America, 13 (2): 63, 1979, doi:10.1017/S0026318400007720